# Gudarra
Gudarra is een spookdorp in de regio Goldfields-Esperance in West-Australië.

## Geschiedenis
In 1892 werd er voor het eerst goud gevonden in de streek. Het plaatsje werd oorspronkelijk 'Sore Foot Rush' genoemd naar de vermoeide manklopende goudzoekers die er toestroomden toen de goldrush begon. De naam veranderde al snel in Paddington maar de reden daarvoor is onbekend. In 1897 werd Paddington officieel gesticht.
Er werden al snel een aantal goudmijnen actief in de omgeving. Tussen 1897 en 1901 werd er uit 123.580 ton erts 1.700 kilogram goud geproduceerd. Wanneer het makkelijk bereikbare goud op raakte werden de goudmijnen gesloten. Op 14 juni 1901 werd Paddington in een eigen lokaal bestuursgebied ondergebracht, het 'Paddinton Municipal District'. Op 23 oktober 1903 werd het district samen met het 'Broad Arrow Municipal District' tot het 'Broad Arrow-Paddington Municipal District' omgevormd. Dat district werd op 12 augustus 1910 ontbonden en bij het 'Broad Arrow Roads District' ondergebracht.
In 1911 probeerde de federale overheid alle plaatsen in Australië die eenzelfde naam droegen van naam te veranderen. In 1912 werd Paddington officieel Gudarra. De naam is Aborigines van oorsprong maar de betekenis ervan is niet bekend.
'Lochinvar Gold Mines Limited' nam in 1934 veel mijnleases over, voerde voorbereidend ondergronds werk uit maar kwam amper aan de productie van goud toe. In de jaren 1970 bestudeerde de 'United Goldfields Company' de locatie. Het groef een onderzoeksput, de 'Paddington 1'. Leases werden samengevoegd tot een lease met een lengte van 12 kilometer. De 'Paddington 2' werd ontdekt. In 1985 begon de productie van goud. Paddington 1 was actief tot 2002. De Paddington-goudmijn ging nog verscheidene malen in andere handen over. Gudarra werd grotendeels door de in dagbouw ontgonnen goudmijn opgeslokt.

## 21e eeuw
Gudarra maakt deel uit van het lokale bestuursgebied (LGA) City of Kalgoorlie-Boulder. De Paddington-goudmijn is sinds 2007 in handen van 'Norton Goldfields Limited' en vormt het centrum van de goudproductie van het bedrijf in de regio Goldfields.

## Transport
Gudarra ligt langs de Goldfields Highway, 625 kilometer ten oostnoordoosten van de West-Australische hoofdstad Perth, 96 kilometer ten zuiden van Menzies en 33 kilometer ten noordnoordwesten van Kalgoorlie, de hoofdplaats van het lokale bestuursgebied waarvan het deel uitmaakt.
De spoorweg die langs Gudarra loopt maakt deel uit van het goederenspoorwegnetwerk van Arc Infrastructure.

## Klimaat
Gudarra kent een warm steppeklimaat, BSh volgens de klimaatclassificatie van Köppen.

## Externe link

Bestuurlijke evolutie van Gudarra (Paddington)